# Плюциньский, Тадеуш
Тадеуш Лешек Плюциньский (пол. Tadeusz Leszek Pluciński) (25 сентября 1926 года, г. Лодзь — 23 апреля 2019, г. Констанцин-Езёрн)— польский актёр театра и кино.

## Биография
Тадеуш Плюциньский родился 25 сентября 1926 года в Лодзи. В 1948 году дебютировал в театре, в 1949 окончил Государственную высшую театральную школу. Актёр театров в разных городах (Вроцлав, Познань, Варшава).

## Избранная фильмография
- 1947 — Последний этап / Ostatni etap — немецкий солдат
- 1950 — Варшавская премьера / Warszawska premiera — художник
- 1953 — Солдат Победы / Żołnierz zwycięstwa — Иосиф, адъютант Сверчевского в Испании
- 1955 — Волшебный велосипед / Zaczarowany rower — капитан венгерской команды
- 1958 — Галоши счастья / Kalosze szczęścia — фальшивый американец в Риме
- 1960 — Муж своей жены / Mąż swojej żony — официант
- 1960 — Счастливчик Антони / Szczęściarz Antoni — валютчик на базаре
- 1963 — Как быть любимой / Jak być kochaną — немец в кафе
- 1963 — Дневник пани Ганки / Pamiętnik pani Hanki — Роберт Тоннор
- 1964 — Зной / Upał — мужчина ходящий за Гжанкой
- 1966 — Ад и небо / Piekło i niebo — дьявол-хранитель Игнатия / официант
- 1967 — Вестерплатте / Westerplatte — капрал Бронислав Грудзинский
- 1968 — Ставка больше, чем жизнь / Stawka większa niż życie (телесериал) — капитан Робертс (только в 18-й серии)
- 1970 — Гидрозагадка / Hydrozagadka — Юрек
- 1970 — Пейзаж с героем / Pejzaż z bohaterem — Маевский, учитель
- 1970 — Дятел / Dzięcioł — тренер Миськи
- 1971 — Голубое, как Чёрное море / Niebieskie jak Morze Czarne — директор предприятия производящего купальные костюмы
- 1972 — Разыскиваемый, разыскиваемая / Poszukiwany, poszukiwana — тренер
- 1972 — Путешествие за улыбку / Podróż za jeden uśmiech — жених Моники
- 1973 — Гадкий утёнок / Brzydkie kaczątko — Сташек
- 1973 — Чёрные тучи / Czarne chmury (телесериал) — Валеры, предводитель бандитов (только в 8-й серии)
- 1976 — Брюнет вечерней порой / Brunet wieczorową porą — директор ресторана
- 1978 — Что ты мне сделаешь, когда поймаешь / Co mi zrobisz jak mnie złapiesz — инженер Квасьневский, работник «Пол-Пима»
- 1980 — Крах операции «Террор» / Krach operacji Terror — собеседник Савинкова в казино
- 1980 — Карьера Никодима Дызмы / Kariera Nikodema Dyzmy (телесериал) — Яшуньский, министр сельского хозяйства
- 1983 — Альтернативы 4 / Alternatywy 4 (телесериал) — директор электростанции

## Признание
- Золотой Крест Заслуги (1978).
- Заслуженный деятель культуры Польши (1978).
- Кавалер Ордена Возрождения Польши (1985).
- Медаль «40-летие Народной Польши» (1986).
- Серебряная медаль «За заслуги в культуре Gloria Artis» (2007).